# Большая Подьяческая улица
Больша́я Подья́ческая у́лица — улица в Адмиралтейском районе Санкт-Петербурга. Проходит от набережной канала Грибоедова до набережной реки Фонтанки и Никольского переулка.

## История названия
20 августа 1739 года присвоено название Морская Мастерская улица, так как здесь предполагали строить дома для мастеровых людей Адмиралтейской верфи. С 1756 года существуют название Подьяческая улица или 1-я Подьяческая улица по проживавшим в этой части города людям малого сословия, в том числе подьячих. С 1760 года параллельно появляется название Большая Подьяческая улица, которое и закрепилось.

## История
Улица возникла в первой половине XVIII века.

## Достопримечательности
- Подьяческий мост
- № 26 (Садовая ул., 58) — Съезжий дом 3-й Адмиралтейской части, конец ХVIII — конец XIX веков, арх-ры В. И. Беретти, В. Е. Морган, А. С. Лыткин[2].
- № 28 — до 2006 года на этом участке находился дом Крылова, построенный в начале XIX века в стиле классицизм. В 1834 году архитектор Иона Ерлыков пристроил к зданию 3-этажный каменный дворовый флигель, а в 1849-м по проекту архитектора И. Федотова были добавлены двух- и трёхэтажные дворовые флигели, образовав замкнутый внутренний двор[3]. Дом был исключён из списка выявленных объектов культурного наследия в 2004 году при губернаторе Валентине Матвиенко, хотя по результатам экспертизы его состояние значилось как «хорошее»[4], и продан Сергею Денисову из структур ОАО «Акционерная компания по транспорту нефти „Транснефть“». На месте дома Крылова новый владелец планировал построить гостиницу, историческое здание снесли в 2006 году, однако новый проект так и не реализовали, в марте 2012 по решению арбитражного суда участок вернули в собственность города[5][6][7][8]. По состоянию на 2015 год, земля продолжала пустовать[9].
- № 30 — городская больница № 25.